# Босонанс
Босонанс (фр. Bossonnens) — громада у Швейцарії в кантоні Фрібур, округ Вевез.

## Географія
Громада розташована на відстані близько 70 км на південний захід від Берна, 39 км на південний захід від Фрібура. Босонанс має площу 4,1 км², з яких на 12,2 % дозволяється будівництво (житлове та будівництво доріг), 71,5 % використовуються в сільськогосподарських цілях, 16,3 % зайнято лісами, 0 % не є продуктивними (річки, льодовики або гори).

## Демографія
2019 року в громаді мешкало 1512 осіб (+11,3 % порівняно з 2010 роком), іноземців було 22,4 %. Густота населення становила 367 осіб/км². За віковим діапазоном населення розподілялося так:
- 26,2 % — особи молодші 20 років
- 62,2 % — особи у віці 20—64 років
- 11,6 % — особи у віці 65 років та старші.

Було 590 помешкань (у середньому 2,5 особи в помешканні). Із загальної кількості 496 працюючих 18 було зайнятих у первинному секторі, 178 — в обробній промисловості, 300 — в галузі послуг.